# مرکز هوایی بین‌المللی راسول
مرکز هوایی بین‌المللی راسول (به انگلیسی: Roswell International Air Center) یک فرودگاه همگانی بهره‌برداری هوایی با کد یاتا ROW است که یک باند فرود آسفالت و بتن دارد و طول باند آن ۳۹۶۳ متر است. این فرودگاه در شهر راسول، نیومکزیکو کشور ایالات متحده آمریکا قرار دارد و در ارتفاع ۱۱۱۸٫۹ متری از سطح دریا واقع شده است.